# Cantone di Le Cœur de Béarn
Il Cantone di Le Cœur de Béarn è una divisione amministrativa dell'Arrondissement di Oloron-Sainte-Marie, dell'Arrondissement di Pau e dell'Arrondissement di Bayonne.
È stato costituito a seguito della riforma approvata con decreto del 25 febbraio 2014, che ha avuto attuazione dopo le elezioni dipartimentali del 2015.

## Composizione
Comprende i seguenti 47 comuni:
- Abidos
- Abos
- Angous
- Araujuzon
- Araux
- Audaux
- Bastanès
- Bésingrand
- Biron
- Bugnein
- Cardesse
- Castetnau-Camblong
- Castetner
- Charre
- Cuqueron
- Dognen
- Gestas
- Gurs
- Jasses
- Laà-Mondrans
- Lacommande
- Lagor
- Lahourcade
- Lay-Lamidou
- Loubieng
- Lucq-de-Béarn
- Maslacq
- Méritein
- Monein
- Mourenx
- Nabas
- Navarrenx
- Noguères
- Ogenne-Camptort
- Os-Marsillon
- Ozenx-Montestrucq
- Parbayse
- Pardies
- Préchacq-Navarrenx
- Rivehaute
- Sarpourenx
- Sauvelade
- Sus
- Susmiou
- Tarsacq
- Viellenave-de-Navarrenx
- Vielleségure